# Obdobje okna
Obdobje okna je izraz v medicini, ki se nanaša na obdobje od okužbe z določenim povzročiteljem bolezni, ko je v organizmu že mogoče zaznati prisotnost tega povzročitelja (s testom na jedrne kisline), ter do takrat, ko okužbe še ni možno serološko potrditi, ker imunski sistem gostitelja še ni proizvedel s testi zaznavnih količin protiteles.

## Primeri

### Okužba s HIV
Protitelesa anti-HIV se pojavijo okoli 3 do 5 tednov po okužbi; diagnostično okno okužbe s HIV je dolgo povprečno 21 dni. V določenih primerih se lahko podaljša tudi do 6 mesecev. Zato temelji mikrobiološka diagnostika primarne okužbe s HIV največkrat na dokazovanju antigena p24 in RNK HIV, in ne na ugotavljanju prisotnosti protiteles. V primeru določanja antigena p24 se diagnostično okno skrajša na povprečno 16 dni, v primeru RNK HIV pa na povprečno 11 dni.

### Hepatitis B
Pri hepatitisu B obdobje okna zajema časovni interval, ko plaščni antigen HBsAg ni več zaznaven, prav tako pa ni mogoče zaznati protiteles proti HBsAg. Slednja so sicer že prisotna, vendar so vezana na antigene in jih je premalo v prosti obliki, da bi jih test lahko zaznal. Obdobje okna traja do okoli 6 mesecev. Protitelesa IgM proti HBc so v tem obdobju lahko pozitivna.